# Vozera Sporaŭskaje
Vozera Sporaŭskaje (vitryska: Возера Спораўскае) är en sjö i Belarus.   Den ligger i voblasten Brests voblast, i den västra delen av landet, 220 km sydväst om huvudstaden Minsk. Vozera Sporaŭskaje ligger 138 meter över havet. Arean är 11,2 kvadratkilometer. Den sträcker sig 4,6 kilometer i nord-sydlig riktning, och 4,9 kilometer i öst-västlig riktning.
Omgivningarna runt Vozera Sporaŭskaje är en mosaik av jordbruksmark och naturlig växtlighet. Runt Vozera Sporaŭskaje är det ganska glesbefolkat, med 26 invånare per kvadratkilometer.